# Ambisporaceae
Ambisporaceae är en familj av svampar. Ambisporaceae ingår i ordningen Archaeosporales, klassen Glomeromycetes, divisionen Glomeromycota och riket svampar.
| Ambisporaceae | \| \| Ambispora \| \| \| \| |
|               | \| \| Ambispora \| \| \| \| |
|               | Archaeosporaceae            |
|               |                             |
|               | Geosiphonaceae              |
|               |                             |
|               | Ambispora                   |
|               |                             |

|  | Ambispora |
|  |           |